# Ultra Ducal
Ultra Ducal est un cheval trotteur français, né le 3 avril 1986 et mort le 22 juillet 2018. Après avoir dominé sa génération, il s'est notamment fait remarquer dans le Prix de France 1991 pour y avoir été le premier cheval à battre Ténor de Baune, invaincu après trente courses courues. Sa carrière fut écourtée par des ennuis de santé.

## Carrière de course
Ultra Ducal se qualifie le 14 juin 1988. Les écuries Viel ne se veulent pas spécialistes des chevaux précoces et attendent sagement que le cheval, prometteur, progresse à son rythme. La patience n'est guère insoutenable : après un succès modeste à Vincennes au début de sa troisième année suivi d'une période où le cheval se montre parfois fautif, parfois vainqueur, Ultra Ducal enchaine une victoire en semi-classique, le Prix Pierre-Plazen, et une victoire dans le classique Critérium des 3 ans en décembre, s'affichant ainsi nouveau leader de sa génération.
Il poursuit cette série en début d'année 1990, gagnant le Prix Charles-Tiercelin avant le Groupe I Prix de Sélection puis le Prix Phaéton au printemps. Il échoue cependant face à Ursulo de Crouay dans le Critérium des 4 ans en mai, mais conquiert l'Europe en s'adjugeant le Grand Prix de l'UET en octobre, après un combat serré face à Queen L.
En janvier 1991, il découvre à 5 ans le Prix d'Amérique promis à l'« ogre » invaincu, d'un an son ainé, Ténor de Baune. Sans surprise, le favori l'emporte devant Rêve d'Udon. Le jeune champion termine à une troisième place très honorable à cet âge. Ultra Ducal crée la sensation deux semaines plus tard en faisant plier pour la première fois Ténor de Baune dans le Prix de France et confirme fin février en s'octroyant avec le record de l'épreuve le Prix de Paris qui n'avait pas été remporté par un cheval si jeune depuis Picardy en 1963. L'année faste se prolonge par un succès en août dans le Critérium des 5 ans.
Le meeting d'hiver 1991-1992 commence par deux succès dans les « 4 B » préparatifs à l'Amérique : le Prix du Bourbonnais et le Prix de Belgique dans lequel il rendait 25 mètres, notamment sur Queen L. Pour son deuxième Prix d'Amérique, il entre donc sur la piste avec le statut de super-favori. Mais il y est battu par plus jeune que lui, Verdict Gédé, qu'il avait dépassé dans la ligne droite, revenant le coiffer au poteau. Son entraineur-driver Paul Viel avouera qu'il se considère plus responsable que son cheval de cette contre-performance. Il achèvera le meeting par une seconde place dans le Prix de France puis une troisième dans le Prix de Paris.
L'année 1992 sera plus modeste pour Ultra Ducal, franchissant cependant la barre des douze millions de francs. Gagné par des ennuis de santé, il achève sa carrière de course par une victoire dans le modeste Prix de Buzet le 6 juin 1993.

## Carrière au haras
Les premiers produits d'Ultra Ducal sont nés en 1993 (année des F). Ses deux meilleurs sont des G (1994) : Grâce Ducal et Grassano qui gagnèrent plus de 600 000 € chacun. Jess Luxor, qui fit une partie de sa carrière sous casaque suédoise, a remporté le Grand Prix de Wallonie en 2004. La carrière d'étalon d'Ultra Ducal prit fin au début des années 2000, à la suite de problèmes de fertilité.

## Palmarès

### GroupesI
- Critérium des 3 ans 1989
- Prix de Sélection 1990
- Grand Prix de l'UET 1990 (hippodrome de Solvalla, Suède)
- Prix de France 1991
- Prix de Paris 1991
- Critérium des 5 ans 1991
- 2e du Critérium des 4 ans 1990
- 2e des Prix d'Amérique et de France 1992
- 3e des Prix d'Amérique 1991 et de Paris 1992

### GroupesII
- Prix Pierre-Plazen 1989
- Prix Charles-Tiercelin 1990
- Prix Phaéton 1990
- Prix Jules-Thibault 1990
- Prix Octave-Douesnel 1990
- Prix de Croix 1991
- Prix Roederer 1991
- Prix du Bourbonnais 1991
- Prix de Belgique 1992

## Origines
Produit de l'élevage de Paul Viel, Ultra Ducal est le fils de la poulinière Juvisy, achetée par l'éleveur à son père. Très honnête jument de courses, celle-ci avait déjà donné naissance à Sévigny 1'17 et donnera par la suite également Augeronne 1'16, Bohémond 1'19 et Calabraise 1'18. Étalon très recherché par la famille Viel — il est également le père de La Bourrasque, Marco Bonheur, Rénoso, Turquetil… —, Buffet II, père d'Ultra Ducal, avait été un adversaire du champion Bellino II et s'était notamment adjugés les prix de l'Atlantique, d'Europe, de Washington et le Grand Prix de Bavière. Ultra Ducal doit son nom à un inbreeding à la cinquième génération de sa généalogie sur l'étalon Duc de Normandie II, père de Violette de Parme et de Nicéphore, et vainqueur classique, produit de l'élevage Viel de l'entre deux guerres.
| Origines de Ultra Ducal, mâle, alezan brûlé. | Origines de Ultra Ducal, mâle, alezan brûlé. | Origines de Ultra Ducal, mâle, alezan brûlé. | Origines de Ultra Ducal, mâle, alezan brûlé. |
| -------------------------------------------- | -------------------------------------------- | -------------------------------------------- | -------------------------------------------- |
| Père Buffet II                               | Nonant le Pin                                | Hermès D                                     | Kairos                                       |
| Père Buffet II                               | Nonant le Pin                                | Hermès D                                     | Sa Bourbonnaise                              |
| Père Buffet II                               | Nonant le Pin                                | Damiette                                     | Petit Jean III                               |
| Père Buffet II                               | Nonant le Pin                                | Damiette                                     | Reine du PMU                                 |
| Père Buffet II                               | Paola III                                    | Ettlingen                                    | Quel Veinard                                 |
| Père Buffet II                               | Paola III                                    | Ettlingen                                    | Violette de Parme                            |
| Père Buffet II                               | Paola III                                    | Fabiola XI                                   | Uriel                                        |
| Père Buffet II                               | Paola III                                    | Fabiola XI                                   | Rafale II                                    |
| Mère Juvisy                                  | Fandango                                     | Loudéac                                      | Boléro                                       |
| Mère Juvisy                                  | Fandango                                     | Loudéac                                      | Bonne Fortune                                |
| Mère Juvisy                                  | Fandango                                     | Tombelaine                                   | Javari                                       |
| Mère Juvisy                                  | Fandango                                     | Tombelaine                                   | Verveine                                     |
| Mère Juvisy                                  | Quillaja II                                  | Chabrier                                     | Nicéphore                                    |
| Mère Juvisy                                  | Quillaja II                                  | Chabrier                                     | Faneuse II                                   |
| Mère Juvisy                                  | Quillaja II                                  | Drouaise                                     | Ogaden                                       |
| Mère Juvisy                                  | Quillaja II                                  | Drouaise                                     | Patricia                                     |